# Maceda (kommunhuvudort)
Maceda är en kommunhuvudort i Spanien.   Den ligger i provinsen Provincia de Ourense och regionen Galicien, i den nordvästra delen av landet, 400 km nordväst om huvudstaden Madrid. Maceda ligger 589 meter över havet och antalet invånare är 3 232.
Terrängen runt Maceda är huvudsakligen kuperad, men den allra närmaste omgivningen är platt. Runt Maceda är det ganska glesbefolkat, med 30 invånare per kvadratkilometer. Närmaste större samhälle är Ourense, 19,1 km väster om Maceda. Omgivningarna runt Maceda är en mosaik av jordbruksmark och naturlig växtlighet.